# Great Western Railway

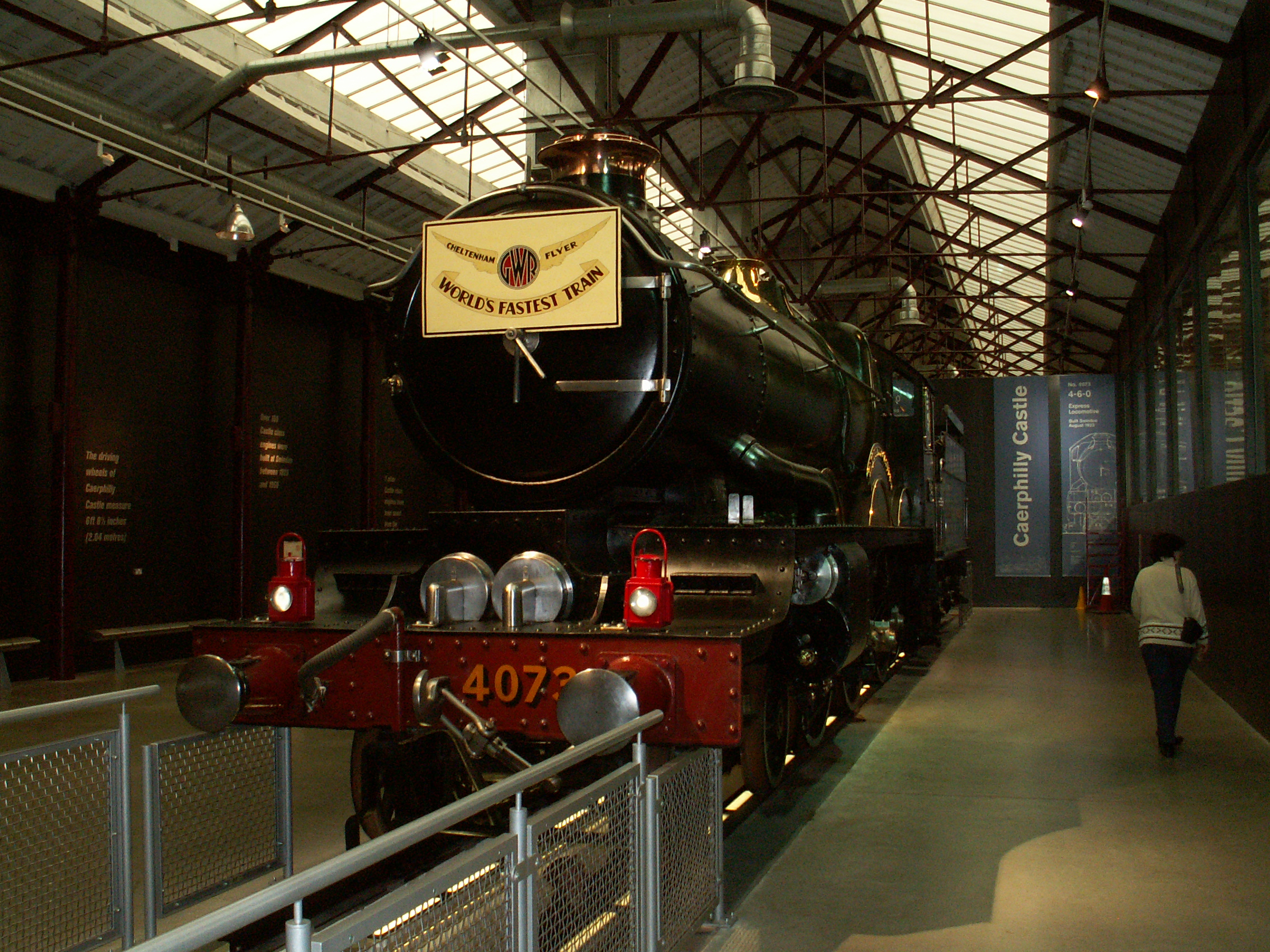
GWR "Caerphilly Castle" på STEAM-Museum.

Great Western Railway, förkortat GWR, var ett engelskt järnvägsföretag, som band samman sydvästra och västra England och södra Wales med London. Det grundades 1833. Ursprungligen byggdes linjen Paddington-Taplow med så kallat bredspår (spårvidd 2140 mm), men kom sedermera att byggas om till normalspår. Persontåget The Flying Dutchman gick från London till Exeter mellan 1849 och 1892.
GWR förstatligades 1948 och uppgick i dåvarande British Railways. På 1990-talet bildades ett nytt privat järnvägsbolag för samma upptagningsområde under namnet First Great Western.
I Sverige är banan mest bekant för att lok nr 5 och 8 hos Sverige & Norges järnväg (S&NJ, sedermera Malmbanan) övertogs av Barry Railway som deras nr 92 och 93. När Barry Railway övertogs av GWR fick loken nr 1389 och 1390.
Ett lok från Great Western drar Hogwartsexpressen i filmerna om Harry Potter.

## Museer
- STEAM - Museum of the Great Western Railway (Kemble Drive, Swindon)
- Didcot Railway Centre
- Wikimedia Commons har media som rör STEAM-Museum of The Great Western Railway.